# 仏頂尊
仏頂尊 (ぶっちょうそん)、梵名ブッドーシュニーシャ (梵：बुद्धोष्णीष [buddhoṣṇīṣa])、あるいは単にウシュニーシャ (梵：उष्णीष [uṣṇīṣa])は、仏教、特に密教で信仰される仏の一種。 如来の肉髻（頭頂部にある盛り上がり）を独立した仏として神格化したもの、及びそれと同じ神通力を持つ呪文を神格化したもの。

## 概説
真理の体得者である如来にはさまざまな身体的特徴があるが、中でも頭頂部には特に神秘的な力が宿るとされた。これが仏頂尊である。また、如来の優れた頭脳、人々を救済する知性を神格化したものとも解釈される。
また、仏頂尊の特徴として呪文信仰と強く結びついていることが挙げられる。仏頂尊に捧げられた陀羅尼や種子を唱えることで、死者の魂を救済し、様々な災厄から逃れ（除災）、悪神を調伏する等の霊験があるとされる。それは、一般に仏頂尊を説く経典の物語が以下のような内容となっているためである。
ある日、ある天人に、自分の死がまもなく訪れること、そしてその後に地獄に生まれ変わって苦しむことが啓示される。天人は神々の王である帝釈天に助けを求めるが彼にも手だてがなく、釈迦に助けを求める。釈迦は頭頂部から光を放ち、その神通力で天人を救う。その後釈迦は、自分が入滅した後に同じような苦しみを受けた者のために呪文を説くのである。自分の肉体が滅んだ後はこの呪文を唱えなさい、そうすれば自分の頭頂部の光と同じ神通力が発揮される、と。
すなわち、仏滅後はこの呪文がそのまま釈迦の仏頂であるとして同一視され、神格化された。仏頂尊の各種の呪文は、特に破悪趣、つまり死者の魂を苦しみの世界から救うことに霊験があるとして、葬礼時に多く唱えられる。
一般的に、仏頂尊は装身具を身に纏った菩薩と同じような姿で表される。あるいは「転輪聖王のごとし」とも言われる。ただ普通の菩薩などとは異なり、肉髻の上に更に髪を結い上げた「重髻」をしているのが特徴とされ、尊勝仏頂や白傘蓋仏頂などは、この姿で表される。ただし、中には一字金輪仏頂（釈迦金輪）や熾盛光仏頂のように如来の姿をしたものもある。